# 洪福寺 (罗源县)
洪福寺，是位于福建省福州市罗源县洪洋乡皇万村洪福山腰的一个明清时期古建筑，1986年入选第二批罗源县文物保护单位。
洪福寺始建于北宋咸平二年（999年)，现存山门、大殿是明隆庆六年（1572年）建筑，前殿、后殿为清乾隆二十八年（1763年）建。寺为土木结构，从山门至后殿高差6.64米，建筑总面积1531平方米。大殿为单檐歇山式屋顶，面积437平方米，藻井有明代彩画“丹凤朝阳”，台陛青石构造，上有双龙抢珠浮雕。